# Leptospiroza
Leptospiroza je akutna, septikemijska zarazna bolest domaćih i divljih životinja, te čovjeka (zoonoza povezana uz zanimanje). Bolest se očituje općim infekcijskim sindromom, žuticom, pobačajem i krvavim mastitisom.

## Etiologija
Uzročnici leptospiroze su pokretne spiralno zavijene bakterije iz porodice Leptospiraceae', rod Leptospira', a značajno je da tvore neke enzime koji svojim štetnim učinkom utječu na oštećenja različitih tkiva. To su: hijaluronidaza, oksidaza, katalaza, transaminaza, lipaza i neki drugi. Neki serovarovi imaju sposobnost lize eritrocita (npr. hemolitički toksin L. interrogans serovar pomona).
Leptospire su podijeljene u dvije vrste: Leptospira interrogans i Leptospira biflexa.
L. interrogans predstavnik je svih patogenih leptospira, a podijeljena je na osnovi antigenskih svojstava u dvadesetak seroloških grupa, a svaka serološka grupa ima desetak i više serovarova.
Vrsta L. biflexa predstavnik je apatogenih leptospira.
Neki serovarovi vrste L. interrogans:
- grippothyphosa
- sejroe
- australis
- pomona
- canicola
- icterohaemorrhagiae
- tarassovi
- saxkoebing
- ballum
- bataviae
- poi
- hardjo

## Patogeneza
Leptospire prolaze (penetriraju), aktivno se gibajući, sluznice i/ili oštećenu kožu, dospijevaju u krv (leptospiremija) u kojoj se odmah počinju umnažati čemu osobito pogoduje pH krvi (7,2 do 7,4).Opseg oštećenja unutrašnjih organa je različit, a ovisi o virulenciji serovara i prijemljivosti domaćina. Neki su serovarovi više patogeni za pojedine domaćine (životinje). Primjerice, u pasa infekcija serovarom canicola i icterohaemorrhagiae uzrokuje bolest, dok infekcija serovarom pomona uzrokuje tek subkliničku infekciju. Eventualni oporavak inficirane životinje ovisi o porastu titra specifičnih protutijela u krvnom optoku unutar 7 do 8 dana nakon infekcije.
Leptospire koloniziraju bubrege većine inficiranih životinja, a umnažaju se i zadržavaju u epitelu tubula bubrega, čak i u prisutnosti serum-neutralizacijskih protutijela.
Akutno oštećenje funkcije bubrega može rezultirati pojačanom glomerularnom filtracijom zbog bubrenja i smanjenja punjenja bubrega (renalne perfuzije). U životinja s adekvatnom funkcijom bubrega ostatak će se tkiva oporaviti.
U jako oštećenim bubrezima usprkos kliničkom poboljšanju patološke promjene u njima će se zadržati.
Kod životinja domaćina, a koje su ujedno i rezervoari leptospira, kolonizacija bubrega bit će dugotrajna, a leptospire će se izlučivati mokraćom (leptospirurija).
Jetra je drugi važan parenhimski organ koji je oštećen tijekom leptospiremije. Jaka disfunkcija jetre može biti prisutna, a da se histološkom pretragom ponekad ne ustanove znatnije promjene. Takvo stanje posljedica je subcelularnog oštećenja jetre koje je posredovano djelovanjem bakterijskog toksina.
Jačina nastalog ikterusa kako u pasa tako i u čovjeka uvjetovana je opsegom nastale nekroze jetrenog tkiva (hepatogeni ikterus).
Nasuprot tome, ikterus i hemoglobinurija u goveda posljedica su djelovanja hemolitičkog toksina specifičnog za serovar pomona (hemolitički ikterus).
Posljedica infekcije serovarom grippothyphosa u pasa jest kronični aktivni hepatitis. Smatra se da početno oštećenje stanica i perzistiranje uzročnika u jetri rezultira promijenjenom cirkulacijom unutar jetre, fibrozom te imunološkim promjenama koje su uzrok kroničnoj upalnoj reakciji što pak dovodi do opsežne fibroze i zatajenja funkcije jetre.
Ako leptospire dospiju u SŽS razvit će se benigni meningitis, a ponekad prisutni uveitis posljedica je imunološke reakcije unutar oka.
Pobačaj i neplodnost posljedica su prolaza leptospira kroz placentu što je osobito izraženo pri infekciji serovarom bataviae.